# Tarsoporosus yustizi
Espèce
Synonymes
- Diplocentrus yustizi González-Sponga, 1984

Tarsoporosus yustizi est une espèce de scorpions de la famille des Diplocentridae.

## Distribution
Cette espèce est endémique de l'État de Lara au Venezuela. Elle se rencontre vers Jiménez.

## Systématique et taxinomie
Cette espèce a été décrite sous le protonyme Diplocentrus yustizi par González-Sponga en 1984. Elle est placée dans le genre Tarsoporosus par Stockwell en 1988.

## Étymologie
Cette espèce est nommée en l'honneur d'Enrique Yustiz.

## Publication originale
- González-Sponga, 1984 : Dos nuevas especies del género Diplocentrus y redescripción de Diplocentrus kugleri Schenkel, 1932 de Venezuela (Scorpionida: Diplocentridae). Memorias de la Sociedad de Ciencias Naturales La Salle, vol. 43, no 119, p. 67–93.